# Cephalops pedernalensis
Cephalops pedernalensis är en tvåvingeart som beskrevs av José Albertino Rafael 1996. Cephalops pedernalensis ingår i släktet Cephalops och familjen ögonflugor.
Artens utbredningsområde är Dominikanska republiken. Inga underarter finns listade i Catalogue of Life.